# A5 Marruecos
La Autopista del Atlántico o A5 es una autopista marroquí que tiene su inicio en Casablanca y termina como autopista única en Safi. 

## Tramos
| Denominación | Tramo                               | Estado (2016)       | Kilómetros |
| ------------ | ----------------------------------- | ------------------- | ---------- |
| A5           | Circunvalación de Casablanca fase 1 | En servicio (2003)  | 27         |
| A5           | Circunvalación de Casablanca fase 2 | En servicio (2004)  | 6,5        |
| A5           | Casablanca - Had Soualem            | En servicio (2004)  | 16         |
| A5           | Had Soualem - Tnine Chtouka         | En servicio (2005)  | 35         |
| A5           | Tnine Chtouka - El Yadida           | En servicio (2006)  | 30         |
| A5           | El Yadida - Safi                    | En servicio (2016)  | 143        |
| A5           | Safi - Esauira                      | Estudio informativo | 130        |
| A5           | Esauira - Agadir                    | Estudio informativo | 140        |

## Salidas A5
| A 5 Autoroute A5 Casablanca - Safi |                                |      |      |
| Elemento                           | Nombre de Salida               | ↓km↓ | ↑km↑ |
|                                    | A 3 Ain Harrouda               |      | +0   |
|                                    | Peaje de Tit Mellil            |      | +11  |
|                                    | Tit Mellil                     |      | +13  |
|                                    | Casablanca Puerto              |      | +17  |
|                                    | Casablanca Centro              |      | +20  |
|                                    | Área de servicio de Casablanca |      | +24  |
|                                    | A 7 Casablanca                 |      | +26  |
|                                    | Casablanca Lissasfa            |      | +33  |
|                                    | Peaje de Casablanca Oeste      |      | +35  |
|                                    | Had Soualem                    |      | +49  |
|                                    | Área de servicio Bir Jdid      |      | +66  |
|                                    | Bir Jdid                       |      | +67  |
|                                    | Tnine Chtouka                  |      | +83  |
|                                    | Azemmour                       |      | +102 |
|                                    | Peaje de El Yadida             |      | +112 |
|                                    | El Jadida-Mazagan Beach Resort |      | +114 |
|                                    | El Jadida Sur                  |      | +119 |
|                                    | Jorf Lasfar                    |      | +130 |
|                                    | Área de servicio               |      | +145 |
|                                    | Sidi Smaïl                     |      | +170 |
|                                    | Área de servicio               |      | +198 |
|                                    | Oualidia                       |      | +209 |
|                                    | Safi Norte                     |      | +244 |
|                                    | Peaje de Safi                  |      | +257 |